# ابنة الظلام
ابنة الظلام (بالإنجليزية: Daughters of Darkness)‏ هو فيلم رعب تم إنتاجه في بلجيكا والولايات المتحدة وفرنسا وألمانيا صدر سنة 1971 بطولة دلفين سيرينج.

## القصة
يمر زوجان حديثًا عبر منتجع لقضاء العطلات. تتقاطع طرقهم مع كونتيسة غامضة وجميلة بشكل لافت للنظر ومساعدها.

## الميزانية والإيرادات
حقق الفيلم أرباح تقدر بـ 750 ألف دولار.

## وصلات خارجية
ابنة الظلام على موقع IMDb (الإنجليزية)
- ابنة الظلام على موقع روتن توميتوز (الإنجليزية)
- ابنة الظلام على موقع نتفليكس (الإنجليزية)
- ابنة الظلام على موقع ألو سيني (الفرنسية)
- ابنة الظلام على موقع Turner Classic Movies (الإنجليزية)
- ابنة الظلام على موقع أول موفي (الإنجليزية)
- ابنة الظلام على موقع فيلمافينيتي (الإسبانية)
- ابنة الظلام على موقع قاعدة بيانات الفيلم (الإنجليزية)
- ابنة الظلام على موقع ليتربوكسد (الإنجليزية)
- ابنة الظلام على موقع كينوبويسك (الروسية)